# Jan Knoppek
Jan Wilhelm Knoppek (ur. 31 sierpnia 1939 w Wiśle, zm. 10 marca 2008 w Cieszynie) – polski polityk, nauczyciel, działacz społeczny, poseł na Sejm X kadencji.

## Życiorys
Urodził się w Wiśle w rodzinie wielodzietnej. Kształcił się w szkołach w Istebnej oraz w Liceum Ogólnokształcącym im. Pawła Stalmacha w Wiśle. W 1960 ukończył studia w Akademii Wychowania Fizycznego w Warszawie. Do czasu przejścia na emeryturę pracował jako nauczyciel wychowania fizycznego w Zespole Szkół Gastronomiczno-Hotelarskich w Wiśle. Pełnił również funkcję wicedyrektora tej szkoły.
Od 1962 należał do Stronnictwa Demokratycznego. Był wiceprzewodniczącym, następnie zaś przez kilka kadencji przewodniczącym, Miejskiego Komitetu SD. Zasiadał w Powiatowej Radzie Narodowej w Cieszynie (1969–1975) oraz Wojewódzkiej Radzie Narodowej w Bielsku-Białej (1975–1988). W latach 1989–1991 z ramienia Stronnictwa Demokratycznego sprawował mandat posła na Sejm kontraktowy. W Sejmie pełnił funkcję sekretarza Klubu Poselskiego SD, ponadto pełnił funkcję zastępcy przewodniczącego Komisji Młodzieży, Kultury Fizycznej i Sportu. Zasiadał w Komisji Kultury i Środków Przekazu i Komisji Regulaminowej i Spraw Poselskich. Od 1998 do 2002 był radnym powiatu cieszyńskiego (wybranym z listy Sojuszu Lewicy Demokratycznej). W wyborach samorządowych w 2006 bez powodzenia kandydował do rady powiatu.
Przez około ćwierć wieku udzielał się jako konferansjer Tygodnia Kultury Beskidzkiej, był także sędzią i spikerem na zawodach narciarskich w Wiśle.
Był żonaty, miał syna i córkę. Zmarł w 2008, został pochowany na cmentarzu przy kościele pod wezwaniem Wniebowzięcia Najświętszej Marii Panny w Wiśle.
Odznaczony m.in. Krzyżem Kawalerskim Orderu Odrodzenia Polski (1986) i Złotym Krzyżem Zasługi (1979).